# Histórico de versões do Debian

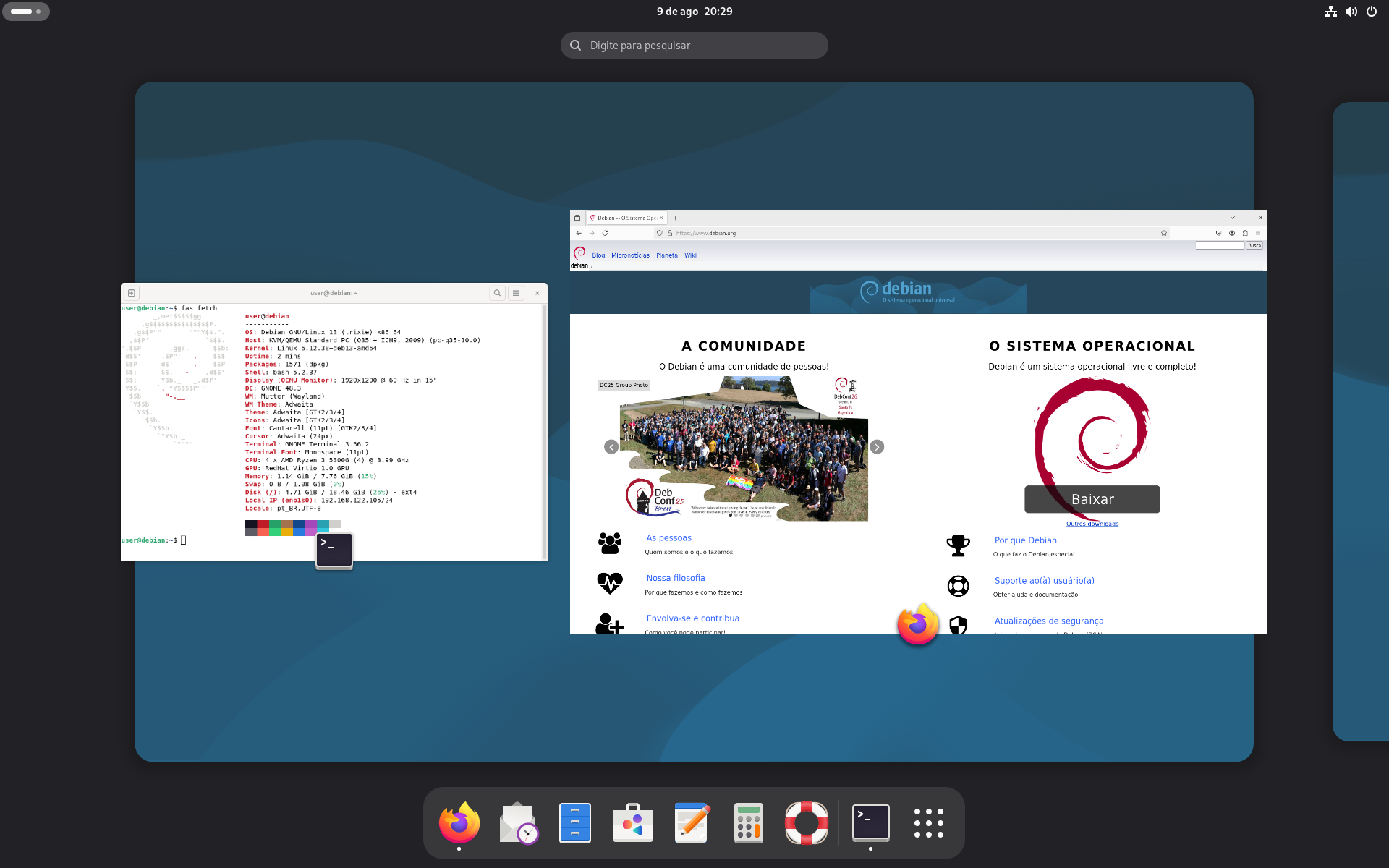
Debian 13 (Trixie) com GNOME instalado como ambiente de área de trabalho.

Os lançamentos Debian não seguem um cronograma fixo. Atualmente, os lançamentos do Projeto Debian vêm em um pouco mais de dois anos. A última versão do Debian é chamada "Trixie". O próximo 
lançamento será o Debian 14, "Forky".
O Debian sempre mantém ao menos três ramos ativos a todo o momento, "unstable", "testing" e "stable". O ramo stable é considerado o lançamento principal, e é o que a maior parte das pessoas se referem quando falam sobre Debian. O ramo testing contém pacotes que foram importados do unstable. O testing possui muito mais pacotes atualizados do que o stable e é congelado um tempo antes de se tornar a nova versão do Debian. O unstable (também chamado de "Sid") é onde ocorre o desenvolvimento do software. Ele é a versão Debian mais volátil.
Quando a versão stable é substituida por uma versão mais nova, ela se torna uma "oldstable". Quando o processo ocorre novamente, ela se torna uma "oldoldstable". Eventualmente, ela é movida para o repositório de lançamentos arquivados.

## Convenção de nomeação
Os codinomes das distribuições Debian são baseados nos nomes dos personagens da franquia de filmes Toy Story. O ramo unsable é chamado de Sid, um personagem que destroi regularmente os seus brinquedos.

## Ciclo de lançamento
A versão unstable, também chamada de Sid, contém todos os últimos pacotes assim que eles se tornam disponíveis, e seguem um modelo de lançamento contínuo.
Assim que um pacote permaneceu no unstable de 2 a 10 dias (dependendo da urgência do carregamento), não introduziu nenhum bug crítico e não danificou os outros pacotes (entre outras condições), ele é incluido no testing, também chamado de "next-stable".
Após cerca de dois anos, o testing entra em uma fase de congelamento, onde os novos pacotes não são aceitos a não ser que eles concertem algum bug crítico. O estado de congelamento dura em média sete meses, mas pode ser tão rápido quanto um mês. Assim que o testing não contenha mais nenhum bug crítico, ele é declarado stable e lançado com uma versão numérica.

## Tabela de lançamentos
| Ver.     | Codenome | Data de lançamento      | Data de lançamento mais recente/final | No. de Arqus. | Contagem de pacotes | Contagem de pacotes | Kernel Linux                   | Fim do suporte          | Fim do suporte          | Fim do suporte      | Referências                                             |
| Ver.     | Codenome | Data de lançamento      | Data de lançamento mais recente/final | No. de Arqus. | Binário             | Fonteurce           | Kernel Linux                   | Segurança               | Longo prazo             | SLPE Freexian       | Referências                                             |
| -------- | -------- | ----------------------- | ------------------------------------- | ------------- | ------------------- | ------------------- | ------------------------------ | ----------------------- | ----------------------- | ------------------- | ------------------------------------------------------- |
| 0.90     |          | 20 de janeiro de 1994   |                                       | 1             | ?                   | ?                   | ?                              | —                       | nenhum                  | nenhum              | [ 12 ] [ 13 ]                                           |
| 0.91     |          | 29 de janeiro de 1994   |                                       | 1             | ?                   | ?                   | 0.99.14t                       | —                       | nenhum                  | nenhum              | [ 12 ]                                                  |
| 0.93R5   |          | Março de 1995           |                                       | 1             | ?                   | ?                   | —                              | —                       | nenhum                  | nenhum              | [ 12 ]                                                  |
| 0.93R6   |          | Novembro de 1995        |                                       | 1             | 256                 | ?                   | 1.2.13                         | —                       | nenhum                  | nenhum              | [ 12 ] [ 14 ]                                           |
| 1.0      |          | Nunca lançado           | —                                     | 1             | —                   | —                   | —                              | —                       | nenhum                  | nenhum              | [ 12 ] [ 15 ]                                           |
| 1.1      | Buzz     | 17 de junho de 1996     |                                       | 1             | 474                 | ?                   | 2.0                            | —                       | nenhum                  | nenhum              | [ 12 ] [ 16 ]                                           |
| 1.2      | Rex      | 12 de dezembro de 1996  |                                       |               | 848                 | ?                   | 2.0.27                         | —                       | nenhum                  | nenhum              | [ 12 ] [ 17 ]                                           |
| 1.3      | Bo       | 5 de junho de 1997      |                                       |               | 974                 | ?                   | 2.0.33                         | —                       | nenhum                  | nenhum              | [ 12 ] [ 18 ]                                           |
| 2.0      | Hamm     |                         |                                       | 2             | ≈1,500              | ?                   | 2.0.34                         | —                       | nenhum                  | nenhum              | [ 12 ] [ 19 ]                                           |
| 2.1      | Slink    | 9 de março de 1999      |                                       | 4             | ≈2,250              | ?                   | 2.0.34, 2.0.35, 2.0.36, 2.0.38 | 30 de outubro de 2000   | nenhum                  | nenhum              | [ 12 ] [ 20 ] [ 21 ]                                    |
| 2.2      | Potato   | 14–15 de agosto de 2000 |                                       | 6             | ≈3,900              | ≈2,600              | 2.0.38, 2.2.19                 | 30 de junho de 2003     | nenhum                  | nenhum              | [ 12 ] [ 22 ] [ 23 ]                                    |
| 3.0      | Woody    | 19 de julho de 2002     |                                       | 11            | ≈8,500              | ?                   | 2.2.20, 2.4.18                 | 30 de junho de 2006     | nenhum                  | nenhum              | [ 12 ] [ 24 ] [ 25 ] [ 26 ]                             |
| 3.1      | Sarge    | 6 de junho de 2005      |                                       | 11            | ≈15,400             | ?                   | 2.4.27, 2.6.8                  | 31 de março de 2008     | nenhum                  | nenhum              | [ 12 ] [ 27 ] [ 28 ]                                    |
| 4.0      | Etch     | 8 de abril de 2007      | 4.0r9 (22 de maio de 2010)            | 11            | ≈18,000             | ?                   | 2.6.18, 2.6.24                 | 15 de fevereiro de 2010 | nenhum                  | nenhum              | [ 12 ] [ 29 ] [ 30 ]                                    |
| 5.0      | Lenny    | 14 de fevereiro de 2009 | 5.0.10 (10 de março de 2012)          | 12            | ≈23,000             | ≈12,000             | 2.6.26                         | 6 de fevereiro de 2012  | nenhum                  | nenhum              | [ 12 ] [ 31 ] [ 32 ]                                    |
| 6.0      | Squeeze  | 6 de fevereiro de 2011  | 6.0.10 (19 de julho de 2014)          | 11            | ≈29,000             | ≈15,000             | 2.6.32                         | 31 de maio de 2014      | 29 de fevereiro de 2016 | nenhum              | [ 12 ] [ 33 ] [ 34 ] [ 35 ] [ 36 ]                      |
| 7        | Wheezy   | 4 de maio de 2013       | 7.11 (4 de junho de 2016)             | 13            | ≈36,000             | ≈17,500             | 3.2                            | 25 de abril de 2016     | 31 de maio de 2018      | 30 de junho de 2020 | [ 12 ] [ 35 ] [ 10 ] [ 37 ] [ 38 ] [ 39 ] [ 40 ]        |
| 8        | Jessie   | 25–26 de abril de 2015  | 8.11 (23 de junho de 2018)            | 10            | ≈43,000             | ≈20,000             | 3.16                           | 17 de junho de 2018     | 30 de junho de 2020     | 30 de junho de 2025 | [ 12 ] [ 35 ] [ 10 ] [ 41 ] [ 42 ] [ 43 ]               |
| 9        | Stretch  | 17 de junho de 2017     | 9.13 (18 de julho de 2020)            | 10            | ≈51,000             | ≈25,000             | 4.9                            | 18 de julho de 2020     | 30 de junho de 2022     | 30 de junho de 2027 | [ 12 ] [ 35 ] [ 10 ] [ 44 ] [ 45 ] [ 46 ]               |
| 10       | Buster   | 6 de julho de 2019      | 10.13 (10 de setembro de 2022)        | 10            | ≈59,000             | ≈29,000             | 4.19                           | 10 de setembro de 2022  | 30 de junho de 2024     | 30 de junho de 2029 | [ 35 ] [ 47 ] [ 48 ]                                    |
| 11       | Bullseye | 14 de agosto de 2021    | 11.11 (31 de agosto de 2024)          | 9             | 59,551              | 31,387              | 5.10                           | Julho de 2024           | Junho de 2026           | 30 de junho de 2031 | [ 48 ] [ 49 ] [ 50 ] [ 51 ] [ 52 ] [ 53 ] [ 54 ]        |
| 12       | Bookworm | 10 de junho de 2023     | 12.11 (17 de maio de 2025)            | 9             | 64,419              | 34,780              | 6.1                            | Junho de 2026           | Junho de 2028           | 30 de junho de 2033 | [ 55 ] [ 56 ] [ 57 ] [ 58 ] [ 59 ] [ 60 ] [ 61 ] [ 62 ] |
| 13       | Trixie   | 9 de agosto de 2025     | 13.0 (9 de agosto de 2025)            | 6             | 69,830              | ≈30,000             | 6.12                           | 9 de agosto de 2028     | 30 de de junho de 2030  | —                   | [ 63 ] [ 64 ] [ 65 ] [ 1 ]                              |
| 14       | Forky    | ASA                     | ASA                                   | ASA           | ASA                 | ASA                 | ASA                            | ASA                     | ASA                     | —                   | [ 2 ]                                                   |
| 15       | Duke     | ASA                     | ASA                                   | ASA           | ASA                 | ASA                 | ASA                            | ASA                     | ASA                     | —                   | [ 66 ]                                                  |
| unstable | Sid      | Lançamento contínuo     |                                       | 22            | >67,000             | >32,000             | 6.12.38-1                      | —                       | —                       | —                   | [ 48 ]                                                  |

1. ↑  O número de arquiteturas de hardware suportadas.
2. ↑  Suporte de longo prazo extendido (SLPE) é provido pela Freexian,[10] mas está disponível para todos os usuários de Debian, como descrito nas páginas oficiais do sistema operacional. Não existe suporte para o kernel, e apenas pacotes patrocinados recebem suporte.[11]
3. ↑  Apenas 9 são candidatos a lançamentos estáveis.
4. 1 2  Até 7 de maio de 2022

## Histórico de lançamento
O Debian 1.0 nunca foi lançado, já que um vendedor acidentalmente enviou um lançamento ainda em desenvolvimento com este número serial. O sistema de gerenciamento de pacotes dpkg e o front-end dslect foram desenvolvidos e implementados no Debian em uma versão anterior. A transição do arquivo binário a.out para ELF já havia sido iniciado antes do lançamento planejado da versão 1.0. A única arquitetura suportada pelo sistema era a Intel 80386 (i386).

### Debian 1.1 (Buzz)
Debian 1.1 (Buzz) foi lançado em 17 de junho de 1996, contendo 474 pacotes. Nesta versão, o Debian transicionou completamente para ELF e utilizou o kernel Linux 2.0.

### Debian 1.2 (Rex)
Debian 1.2 (Rex) foi lançado em 12 de dezembro de 1996, contendo 848 pacotes mantidos por 120 desenvolvedores.

### Debian 1.3 (Bo)
Debian 1.3 (Bo) foi lançado em 5 de junho de 1997, contendo 974 pacotes mantidos por 200 desenvolvedores.
Lançamentos pontuais:
- 1.3.1 (8 de julho de 1997)[68]

- 1.3.1r1 (data de lançamento desconhecida)[carece de fontes?]
- 1.3.1r2 (data de lançamento desconhecida)[carece de fontes?]
- 1.3.1r3 (data de lançamento desconhecida)[carece de fontes?]
- 1.3.1r4 (data de lançamento desconhecida)[carece de fontes?]
- 1.3.1r5 (data de lançamento desconhecida)[carece de fontes?]
- 1.3.1r6 (3 de fevereiro de 1998)[69]

### Debian 2.0 (Hamm)
Debian 2.0 (Hamm) foi lançado em 24 de julho de 1998, contendo mais de 1.500 pacotes mantidos por mais de 400 desenvolvedores. Foi feita uma transição para libc6 e o Debian passou a suportar a arquitetura m68k.
Lançamentos pontuais:
- 2.0r1 (24 de julho de 1998)[70]
- 2.0r2 (29 de agosto de 1998)[carece de fontes?]
- 2.0r3 (21 de setembro de 1998)[carece de fontes?]
- 2.0r4 (7 de dezembro de 1998)[carece de fontes?]
- 2.0r5 (15 de março de 1999)[carece de fontes?]

### Debian 2.1 (Slink)
Debian 2.1 (Slink) foi lançado em 9 de março de 1999, continha cerca de 2.250 pacotes. O APT de front-end foi introduzido no sistema gerenciador de pacotes e o Debian passou a suportar Alpha e SPARC.
Lançamentos pontuais:
- 2.1r1 (Possivelmente nunca lançado)[72]
- 2.1r2 (27 de junho de 1999)[73]
- 2.1r3 (4 de setembro de 1999)[74]
- 2.1r4 (15 de dezembro de 1999)[75]
- 2.1r5 (16 de fevereiro de 2000)[76]

### Debian 2.2 (Potato)
Debian 2.2 (Potato), lançado em 14–15 de agosto de 2000,  continha 2.600 pacotes mantidos por mais de 450 desenvolvedores. Entre os novos pacotes, estão o display manager GDM, o serviço de diretório OpenLDAP, o software OpenSSH e o agente de transporte de correio eletrônico Postfix. O Debian passou a suportar as arquiteturas PowerPC e ARM.
Lançamentos pontuais:
- 2.2r1 (14 de novembro de 2000)[77]
- 2.2r2 (5 de dezembro de 2000)[78]
- 2.2r3 (17 de abril de 2001)[79]
- 2.2r4 (5 de novembro de 2001)[80]
- 2.2r5 (10 de janeiro de 2002)[81]
- 2.2r6 (3 de abril de 2002)[82]
- 2.2r7 (13 de julho de 2002)[83]

### Debian 3.0 (Woody)
Debian 3.0 (Woody) foi lançado em 19 de julho de 2002, contendo cerca de 8.500 pacotes mantidos por mais de 900 desenvolvedores. O KDE foi introduzido e o Debian passou a suportar as seguintes arquiteturas: IA-64, PA-RISC (hppa), mips e mispel e IBM ESA/390 (s390).
Lançamentos pontuais:
- 3.0r1 (16 de dezembro de 2002)[84]
- 3.0r2 (21 de novembro de 2003)[85]
- 3.0r3 (26 de outubro de 2004)[86]
- 3.0r4 (1 de janeiro de 2005)[87]
- 3.0r5 (16 de abril de 2005)[88]
- 3.0r6 (2 de junho de 2005)[89]

### Debian 3.1 (Sarge)
Debian 3.1 (Sarge), lançado em 6 de junho de 2005, continha cerca de 15.400 pacotes. O debian-installer e o OpenOffice.org foram introduzidos.
Lançamentos pontuais:
- 3.1r1 (20 de dezembro de 2005)[90][91]
- 3.1r2 (19 de abril de 2006)[92][93]
- 3.1r3 (1 de setembro de 2006)[94][95]
- 3.1r4 (6 de novembro de 2006)[96][97]
- 3.1r5 (18 de fevereiro de 2007)[98][99]
- 3.1r6 (7 de abril de 2007)[100][101]
- 3.1r7 (28 de dezembro de 2007)[102][103]
- 3.1r8 (13 de abril de 2008) esta foi a última atualização para o codinome Sarge.[104][105]

### Debian 4.0 (Etch)

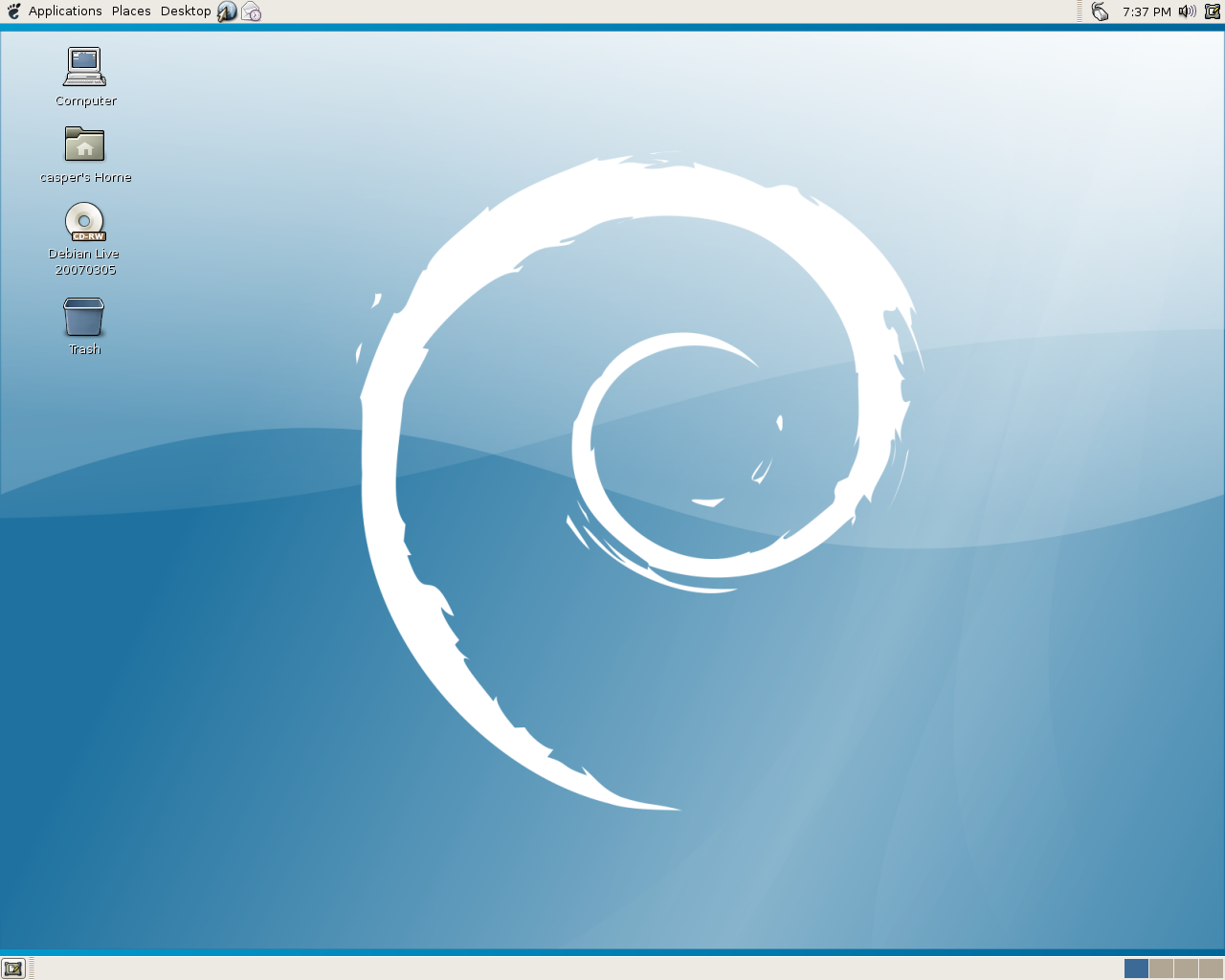
Debian 4.0 (Etch)

Debian 4.0 (Etch), lançado em 8 de abril de 2007, continha cerca de 18.000 pacotes mantidos por mais de 1.030 desenvolvedores. O Debian passou a portar x86-64 (amd64), e o suporte para a arquitetura Motorola 68000 series (m68k). Esta versão introduziu o utf-8 e udev como gerenciador de dispositivos por padrão.
Lançamentos pontuais:
- 4.0r1 (17 de agosto de 2007)[106][107]
- 4.0r2 (27 de dezembro de 2007)[108][109]
- 4.0r3 (17 de fevereiro de 2008)[110][111]
- 4.0r4 (26 de julho de 2008)[112][113]
- 4.0r5 (23 de outubro de 2008)[114][115]
- 4.0r6 (18 de dezembro de 2008)[116][117]
- 4.0r7 (10 de fevereiro de 2009)[118][119]
- 4.0r8 (8 de abril de 2009)[120][121]
- 4.0r9 (22 de maio de 2010) esta foi a última atualização para o codinome Etch.[122][123]

### Debian 5.0 (Lenny)

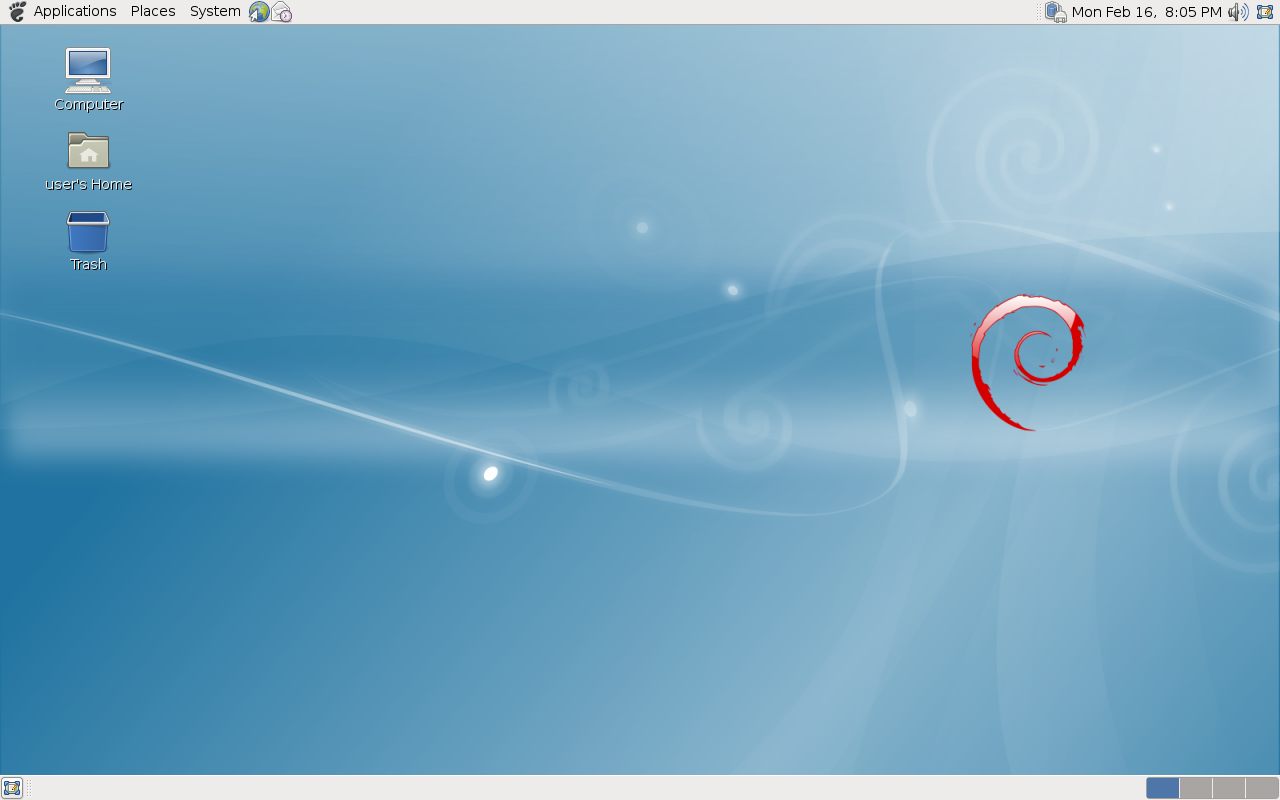
Debian 5.0 (Lenny)

Debian 5.0 (Lenny), lançado em 14 de fevereiro de 2009, continha mais de 23.000 pacotes. O Debian passou a portar a arquitetura ARM EABI (armel).
Lançamentos pontuais:
- 5.0.1 (11 de abril de 2009)[124][125]
- 5.0.2 (27 de junho de 2009)[126][127]
- 5.0.3 (5 de setembro de 2009)[128][129]
- 5.0.4 (30 de janeiro de 2010)[130][131]
- 5.0.5 (26 de julho de 2010)[132][133]
- 5.0.6 (4 de setembro de 2010)[134][135]
- 5.0.7 (27 de novembro de 2010)[136]
- 5.0.8 (22 de janeiro de 2011)[137]
- 5.0.9 (1 de outubro de 2011)[138]
- 5.0.10 (10 de março de 2012) esta foi a última atualização para o codinome Lenny.[139]

### Debian 6.0 (Squeeze)

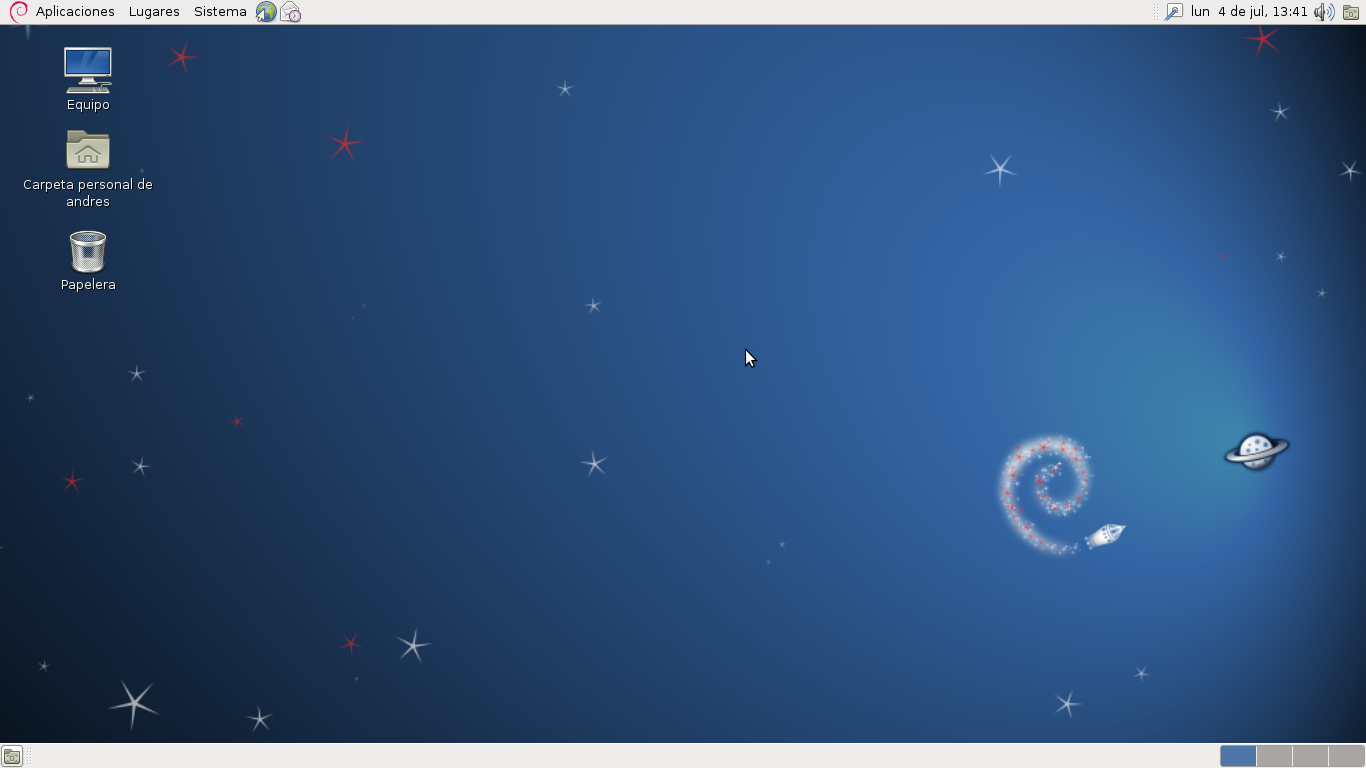
Debian 6.0 (Squeeze)

Debian 6.0 (Squeeze), lançado em 6 de fevereiro de 2011, continha mais de 29.000 pacotes. O Linux kernel padrão teve as binary blobs retiradas a partir desta versão. O navegador Chromium foi introduzido e o Debian passou a portar as arquiteturas kfreebsd-i386 e kfreebsd-amd64, findando o suporte para as arquiteturas Intel 486, Alpha e PA-RISC (hppa).
Squeeze foi a primeira versão do Debian onde os firmwares pagos (binary blobs) foram excluídos do repositório principal como uma política oficial do projeto.
Lançamentos pontuais:
- 6.0.1 (19 de março de 2011)[145]
- 6.0.2 (25 de junho de 2011)[146]
- 6.0.3 (8 de outubro de 2011)[147]
- 6.0.4 (28 de janeiro de 2012)[148]
- 6.0.5 (12 de maio de 2012)[149]
- 6.0.6 (29 de setembro de 2012)[150]
- 6.0.7 (23 de fevereiro de 2013)[151]
- 6.0.8 (20 de outubro de 2013)[152]
- 6.0.9 (15 de fevereiro de 2014)[153]
- 6.0.10 (19 de junho de 2014) esta foi a última atualização para o codinome Squeeze.[154]
- O suporte a longo termo do Squeeze chega ao fim (29 de fevereiro de 2016).[155]

### Debian 7 (Wheezy)

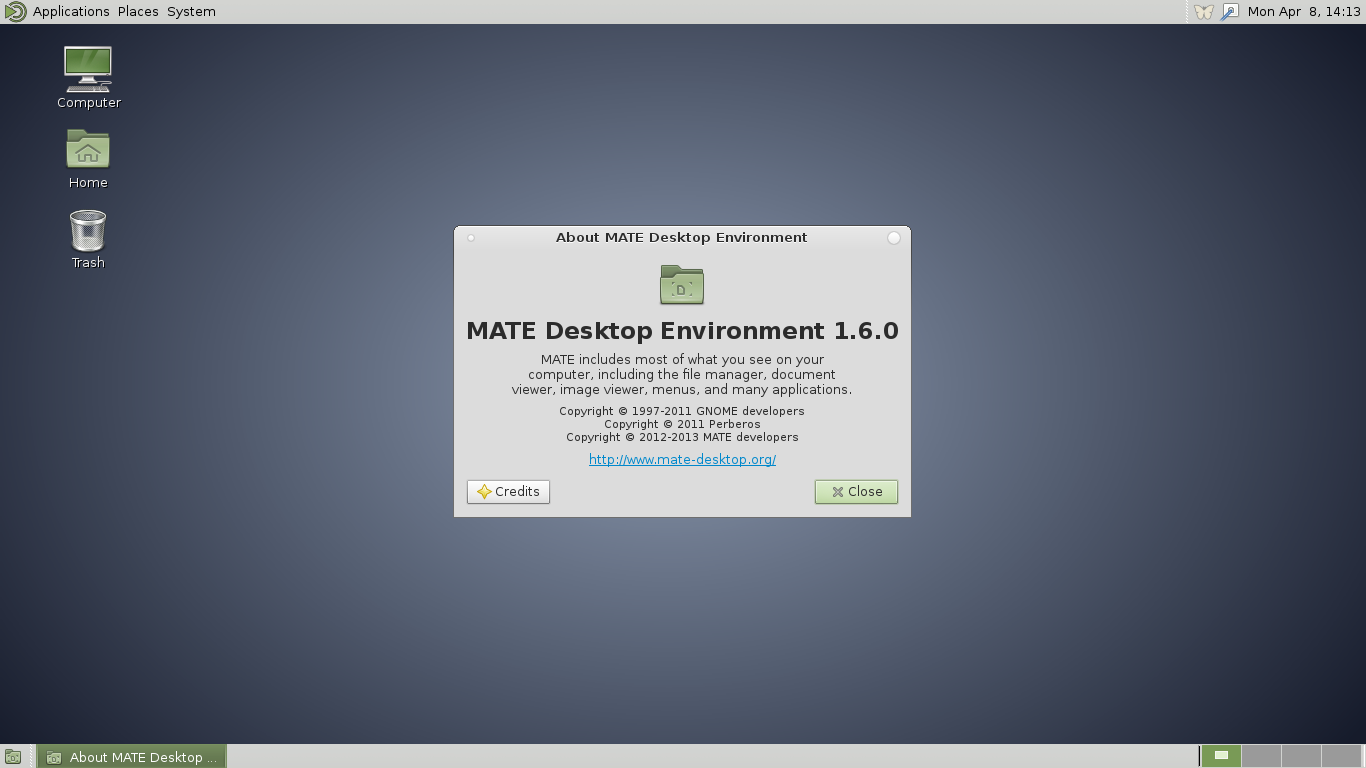
MATE no Debian 7 (Wheezy)

Debian 7 (Wheezy), lançado em 4 de maio de 2013, continha mais de 36.000 pacotes. Foi adicionado o suporte para UEFI e o Debian foi portado para as arquiteturas armhf e IBM z/Architecture (s390x).
Lançamentos pontuais:
- 7.1 (15 de junho de 2013)[157]
- 7.2 (12 de outubro de 2013)[158]
- 7.3 (14 de dezembro de 2013)[159]
- 7.4 (8 de fevereiro de 2014)[160]
- 7.5 (26 de abril de 2014)[161]
- 7.6 (12 de julho de 2014)[162]
- 7.7 (18 de outubro de 2014)[163]
- 7.8 (10 de janeiro de 2015)[164]
- Lançamento do Debian 8.0 codinome Jessie, Wheezy torna-se oldstable (25 de abril de 2015)
- 7.9 (5 de setembro de 2015)[165]
- 7.10 (2 de abril de 2016)[166]
- 7.11 (4 de junho de 2016) esta foi a última atualização do codinome Wheezy.[167]
- Lançamento do Debian 9.0 codinome Stretch, Wheezy torna-se oldoldstable (17 de junho de 2017)
- O suporte a longo termo do Wheezy chega ao fim (1 de junho de 2018)[168]
- O suporte a longo termo extendido do Wheezy chega ao fim (30 de junho de 2020)[169]

### Debian 8 (Jessie)

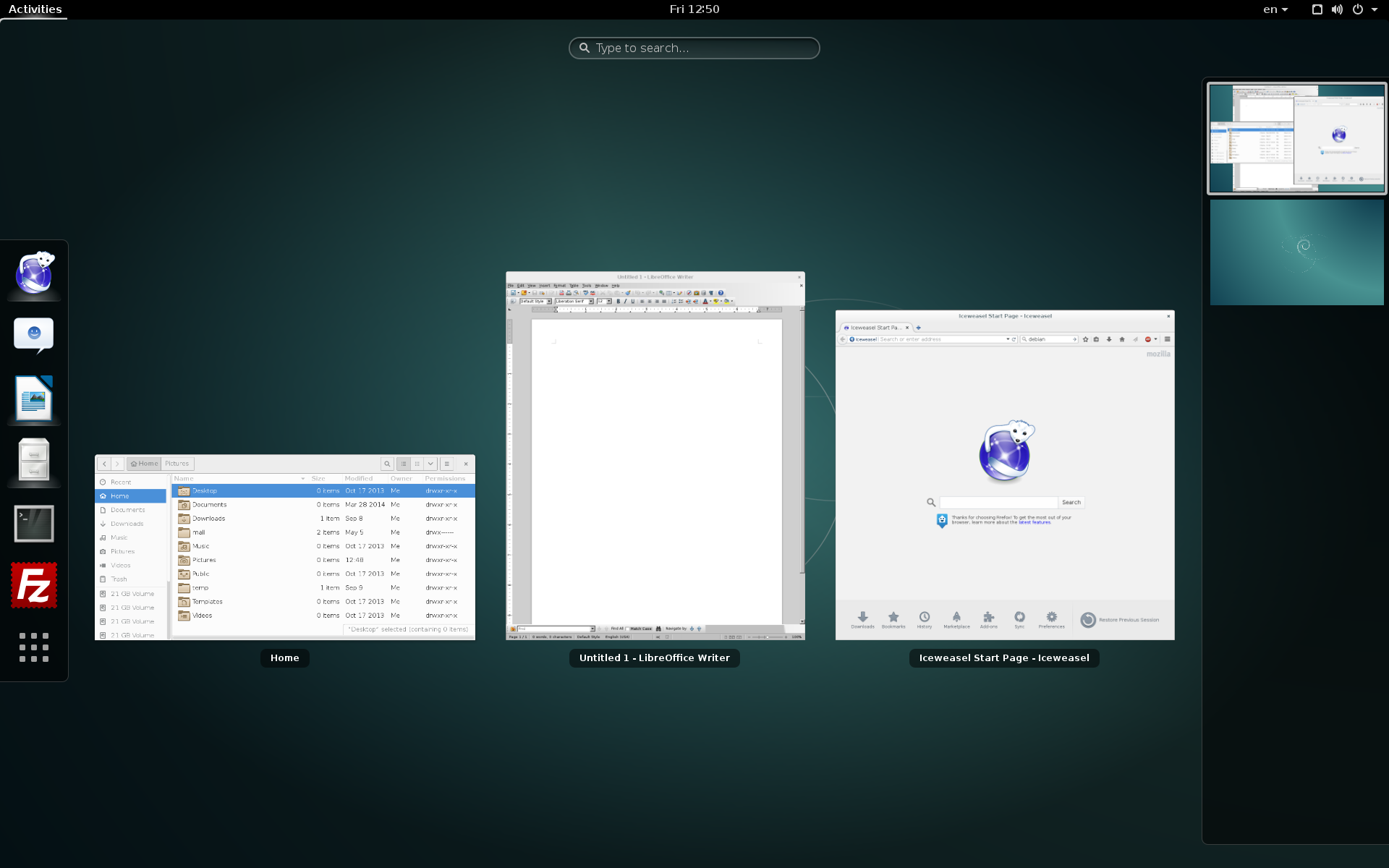
Debian 8 (Jessie)

Debian 8 (Jessie), lançado em 25 de abril de 2015, continha mais de 43.000 pacotes, e vinha com systemd instalado por padrão, ao invés de init (os pacotes sysvinit e upstart ofereciam outras alternativas). O Debian foi portado para as arquiteturas ARM64 e ppc64le, enquanto suporte para IA-64, kfreebsd-amd64 e kfreebsd-i386, IBM ESA/390 (s390) (apenas a variante de 31-bit; a nova versão de 64-bit s390x foi retida) e SPARC foi encerrado.
O suporte a longo termo foi encerrado em 2020.
Lançamentos pontuais:
- 8.1 (6 de junho de 2015)[170]
- 8.2 (5 de setembro de 2015)[171]
- 8.3 (23 de janeiro de 2016)[172]
- 8.4 (2 de abril de 2016)[173]
- 8.5 (4 de junho de 2016)[174]
- 8.6 (17 de setembro de 2016)[175]
- 8.7 (14 de janeiro de 2017)[176]
- 8.8 (6 de maio de 2017)[177]
- Lançamento do Debian 9.0 codinome Stretch, Jessie torna-se oldstable (17 de junho de 2017)
- 8.9 (22 de julho de 2017)[178]
- 8.10 (9 de dezembro de 2017)[179]
- As atualizações regulares de suporte e segurança foram descontinuadas (17 de junho de 2018)[41]
- 8.11 (23 de junho de 2018) esta foi a última atualização para o codinome Jessie.[180]
- Lançamento do Debian 10.0 codinome Buster, Jessie torna-se oldoldstable (6 de julho de 2019)
- O suporte a longo termo de Jessie chega ao fim (30 de junho de 2020)[181]
- O suporte a longo termo extendido de Jessie chegará ao fim (30 de junho de 2025)[182]

### Debian 9 (Stretch)

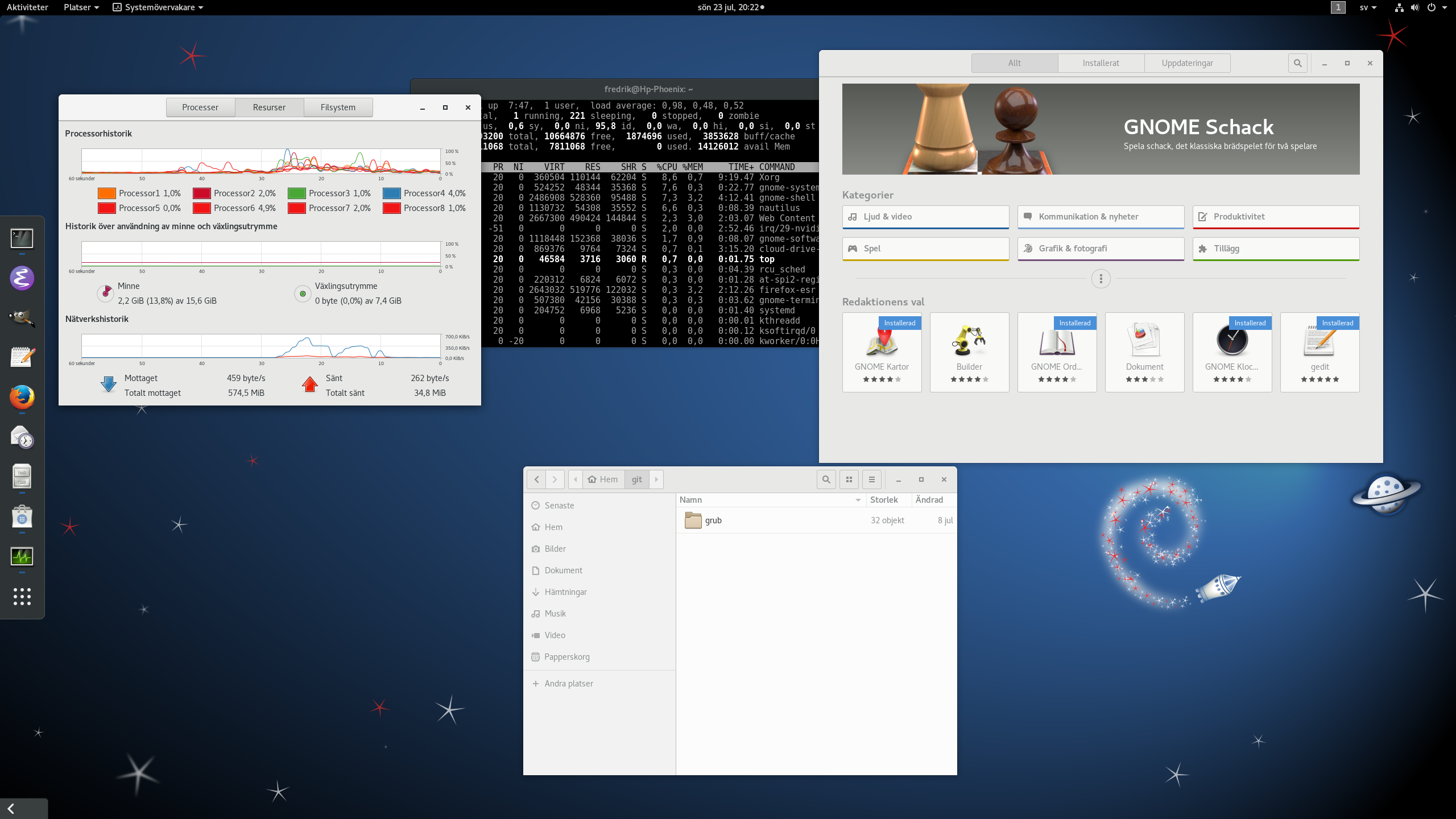
Debian 9 (Stretch) com GNOME instalado

Debian 9 (Stretch), lançado em 17 de junho de 2017, dois anos e dois meses depois do lançamento do Debian 8, e continha mais de 51.000 pacotes. As principais atualizações foram a atualização do kernel Linux do 3.16 para 4.9, a versão do ambiente de área de trabalho GNOME indo de 3.14 para 3.22, KDE Plasma 4 foi atualizado para o Plasma 5, a atualização do LibreOffice 4.3 para 5.2 e a atualização do Qt de 4.8 para 5.7. Também, o LXQt foi adicionado ao sistema.
As arquiteturas Intel i586 (Pentium) e PowerPC não foram mais suportadas pelo Stretch.
Lançamentos pontuais:
- 9.1 (22 de julho de 2017)[185]
- 9.2 (7 de outubro de 2017)[186]
- 9.3 (9 de dezembro de 2017)[187]
- 9.4 (10 de março de 2018)[188]
- 9.5 (14 de julho de 2018)[189]
- 9.6 (10 de novembro de 2018)[190]
- 9.7 (23 de janeiro de 2019)[191]
- 9.8 (16 de fevereiro de 2019)[192]
- 9.9 (27 de abril de 2019)[193]
- Stretch torna-se oldstable, Buster torna-se o lançamento stable (6 de julho de 2019)
- 9.10 (7 de setembro de 2019)[194]
- 9.11 (8 de setembro de 2019)[195]
- 9.12 (8 de fevereiro de 2020)[196]
- 9.13 (18 de julho de 2020)  esta foi a última versão do codinome Stretch.[197]
- O suporte a longo termo de Stretch chega ao fim (30 de junho de 2022)[198]
- O suporte a longo termo extendido de Stretch chega ao fim (30 de junho de 2027)[199]

### Debian 10 (Buster)

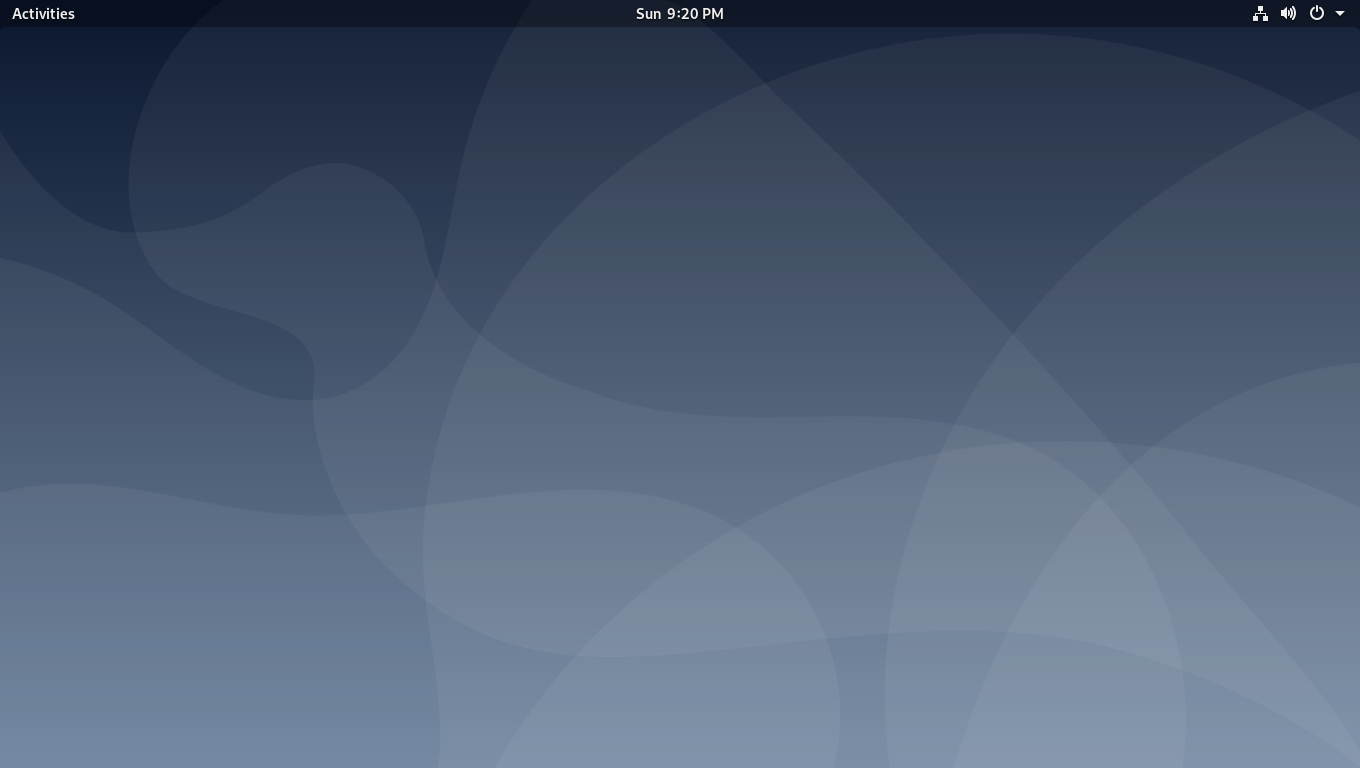
Debian 10 (Buster) com GNOME instalado

Debian 10 (Buster) foi lançado em 6 de julho de 2019, dois anos e um mês após o Debian 9 (Stretch). Ele contém 57.703 pacotes, dá suporte ao UEFI Secure Boot, possui AppArmor habilitado por padrão, usa o LUKS2 como formato LUKS padrão e Wayland para o GNOME.[carece de fontes?]
Debian 10 vem como  kernel Linux versão 4.19. Algumas das áreas de trabalho disponíveis são Cinnamon 3.8, GNOME 3.30, KDE Plasma 5.14, LXDE 0.99.2, LXQt 0.14, MATE 1.20 e Xfce 4.12. Alguns dos seus aplicativos chave são LibreOffice 6.1, para produtividade no trabalho, VLC 3.0 para reproduzir mídias e Firefox ESR para navegar na internet.
Lançamentos pontuais:
- 10.1 (7 de setembro de 2019)[203][204]
- 10.2 (16 de novembro de 2019)[205]
- 10.3 (8 de fevereiro de 2020)[206]
- 10.4 (9 de maio de 2020)[207]
- 10.5 (1 de agosto de 2020)[208]
- 10.6 (26 de setembro de 2020)[209]
- 10.7 (5 de dezembro de 2020)[210]
- 10.8 (6 de fevereiro de 2021)[211]
- 10.9 (27 de março de 2021)[212]
- 10.10 (19 de junho de 2021)[213]
- Buster torna-se oldstable, Bullseye torna-se o lançamento stable (14 de agosto de 2021)[49]
- 10.11 (9 de outubro de 2021)[214]
- 10.12 (26 de março de 2022)[215]
- 10.13 (10 de setembro de 2022) esta foi a última versão do codinome Buster[216]
- O suporte a longo termo do Buster está planejado para encerrar em 30 de junho de 2024.[35]

### Debian 11 (Bullseye)

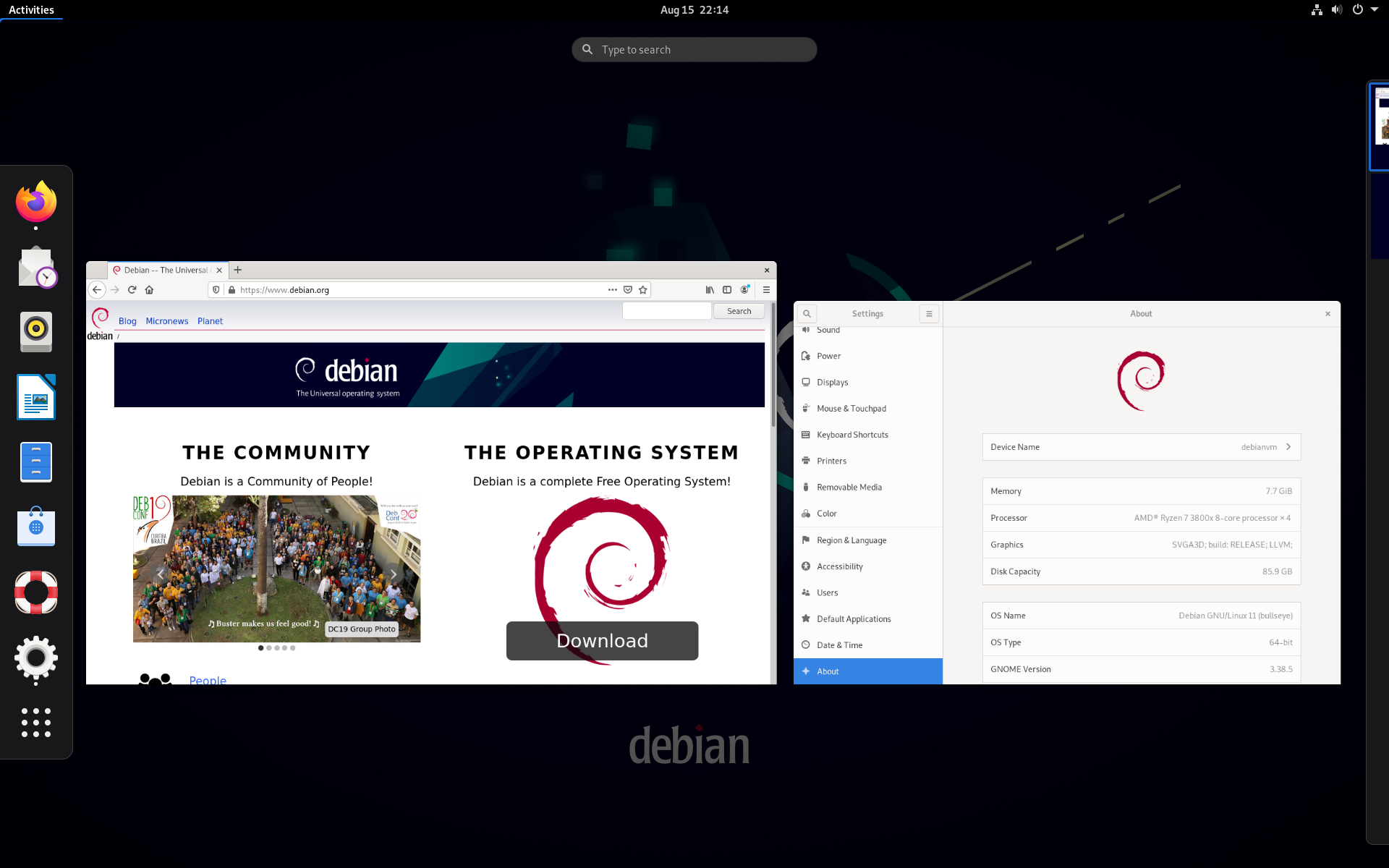
Debian 11 (Bullseye) com GNOME instalado

Debian 11 (Bullseye) foi lançado em 14 de agosto de 2021. É baseado no kernel Linux 5.10 LTS e receberá suporte por cinco anos.
Em 12 de novembro de 2020, após ganhar uma enquete com 18 candidatos, foi anunciado que "Homeworld", por Juliette Taka, seria o tema oficial do Debian 11.
Bullseye deixou de usar as bibliotecas restantes de Qt4/KDE e Python 2, usando Qt 5.15 KDE Plasma 5.20 no lugar. As áreas de trabalho disponíveis incluem Gnome 3.38, KDE Plasma 5.20, LXDE 11, LXQt 0.16, MATE 1.24 e Xfce 4.16.
Bullseye não suporta arquiteturas 32-bit MIPS muito extremas mais antigas. Não confundir com a arquitetura mais comum i386 32-bit, que ainda é usada. 
O primeiro congelamento ligado ao Bullseye aconteceu em 12 de janeiro de 2021.
Lista de congelamentos: 
- 12 de janeiro de 2021: congelamento de transição[224]
- 12 de fevereiro de 2021: congelamento suave[225]
- 12 de março de 2021: congelamento rígido[226]
- 17 de julho de 2021: congelamento completo
- 14 de agosto de 2021: lançamento

Lançamentos pontuais:
- 11.1 (9 de outubro de 2021)[227]
- 11.2 (18 de dezembro de 2021)[228]
- 11.3 (26 de março de 2022)[229]
- 11.4 (9 de julho de 2022)[230]
- 11.5 (10 de setembro de 2022)[231]
- 11.6 (17 de dezembro de 2022)[232]
- 11.7 (29 de abril de 2023)[233]
- 11.8 (7 de outubro de 2023)[234]
- 11.9 (10 de fevereiro de 2024)[235]
- 11.10 (29 de junho de 2024)[236]
- 11.11 (31 de agosto de 2024)[54]
- O suporte de longo prazo termina em 31 de agosto de 2026.[237]

### Debian 12 (Bookworm)

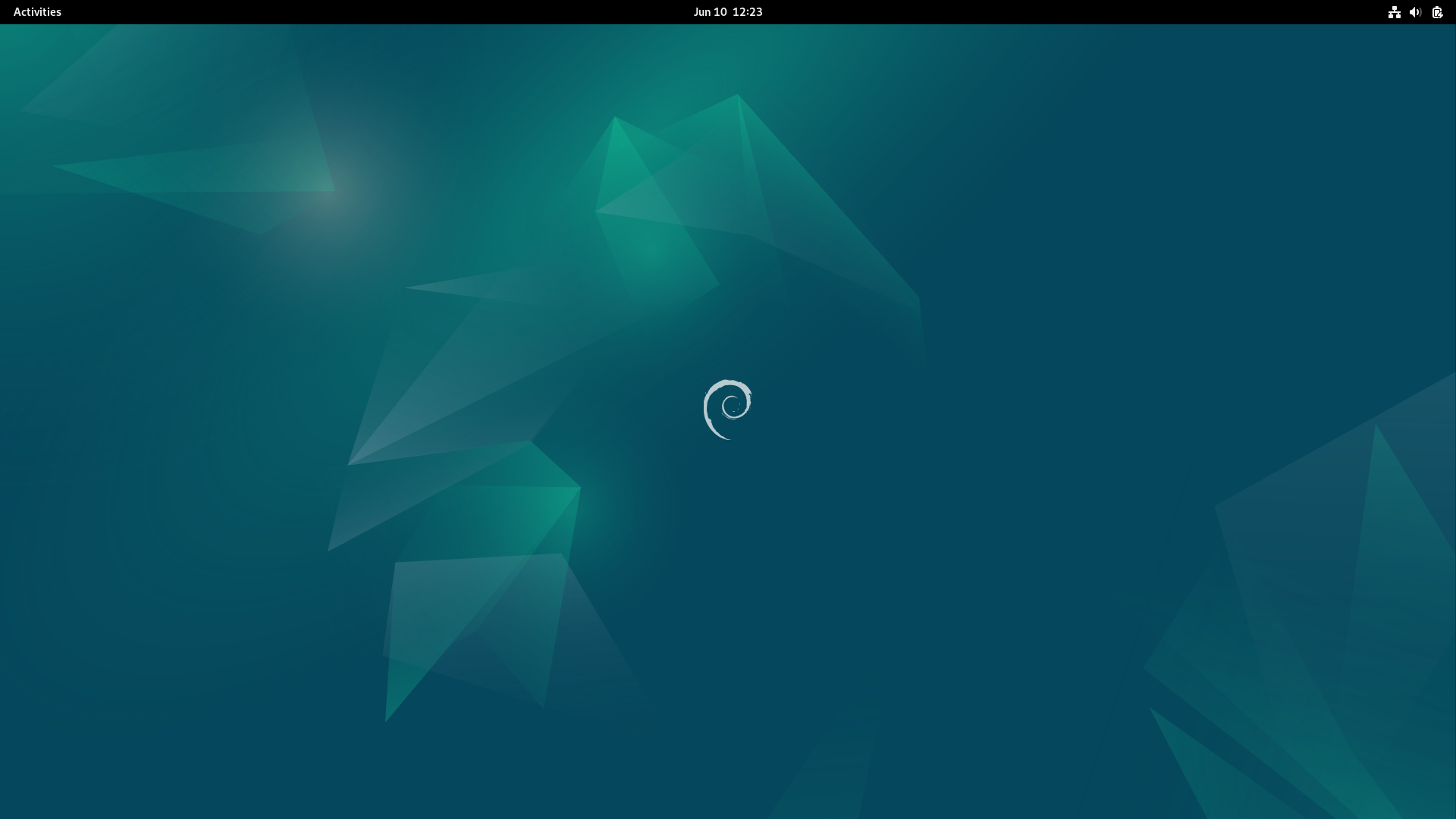
Debian 12 (Bookworm) com GNOME instalado

Debian 12 (Bookworm) foi lançado em 10 de junho de 2023. Seu sistema é baseado no kernel Linux v6.1 LTS e usa GNOME 43 como seu ambiente de trabalho padrão, apesar de ter outros disponíveis, como KDE Plasma 5.27, LXDE 11, LXQt 1.2.0, MATE 1.26 e Xfce 4.18.
Em 13 de outubro de 2022, o Time de Lançamento anunciou a linha do tempo do congelamento desta versão:
- 12  de janeiro de 2023: transição e cadeia de ferramentas
- 12 de fevereiro de 2023: congelamento suave
- 12 de março de 2023: congelamento rígido

Lançamentos pontuais:
- 12.1 (22 de julho de 2023)[240]
- 12.2 (7 de outubro de 2023)[241]
- 12.3 (cancelado, previsto para 9 de dezembro de 2023)[242]
- 12.4 (10 de dezembro de 2023)[243]
- 12.5 (10 de fevereiro de 2024)[244]
- 12.6 (atrasado, lançado 29 de junho de 2024)[245][246]
- 12.7 (31 de agosto de 2024)[247]
- 12.8 (9 de novembro de 2024)[248]
- 12.9 (11 de janeiro de 2025) [60]
- 12.10 (15 de março de 2025)[61]
- 12.11 (17 de maio de 2025)[62]

### Debian 13 (Trixie)

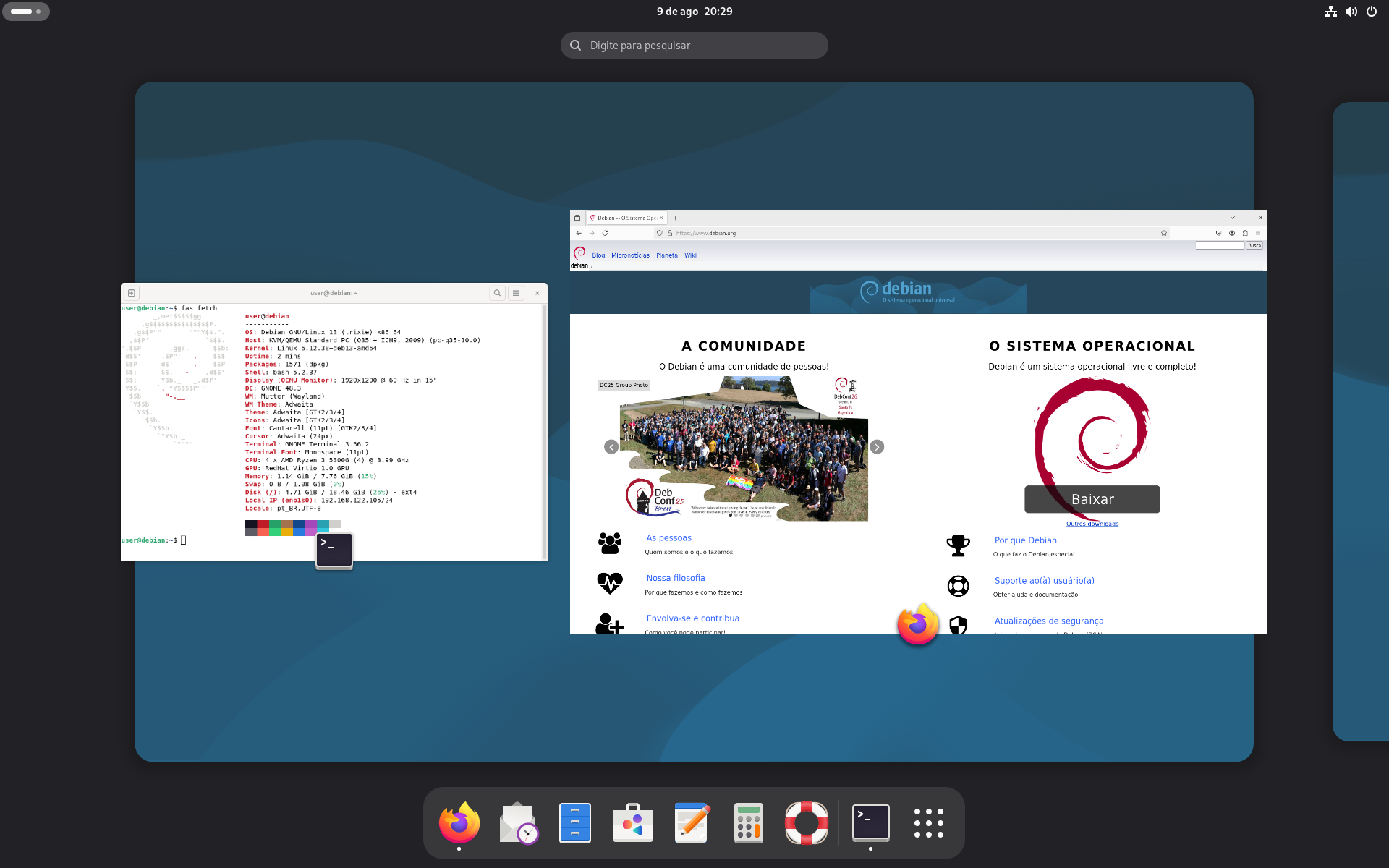
Debian 13 usando GNOME como ambiente gŕafico

Com o lançamento do Debian 12 em 10 de junho de 2023, o testing  passou a ser conhecido pelo codinome Trixie, que foi lançado oficialmente no dia 9 de agosto de 2025.
O Debian 13 continuou a suportar processadores de 32-bit, mas o limite mínimo agora é i686.
O Debian 13 deixou de prover suporte para a arquitetura MIPS.

Segue a linha do tempo de congelamento do Debian 13 trixie:
- 15 de março de 2025: Congelamento de transição
- 15 de abril de 2025: Congelamento suave
- 15 de maio de 2025: Congelamento rígido
- 17 de maio de 2025: Lançamento do instalador do release candidate 1 do Trixie.[253]
- 02 de julho de 2025: Lançamento do instalador do release candidate 2 do Trixie.[254]
- 27 de julho de 2025: Congelamento completo.[64]
- 30 de julho de 2025: Data limite para pedidos de desbloqueio.[64]
- 4 de agosto de 2025: Lançamento do instalador do release candidate 3 do Trixie.[255]
- 9 de agosto de 2025: Lançamento final.[64]

### Debian 14 (Forky)
A versão testing passou a ter o codinome Forky com o lançamento do Debian 13, tendo a previsão de lançamento para 2027.

### Debian 15 (Duke)
A versão após o Debian 14 (Forky) terá o codinome Duke. 